# Unione Sportiva Ideale 1924-1925
Questa pagina raccoglie i dati riguardanti l'Unione Sportiva Ideale nelle competizioni ufficiali della stagione 1924-1925.

## Rosa
| N. |                   | Ruolo | Calciatore              |
| -- | ----------------- | ----- | ----------------------- |
|    | Italia (bandiera) | C     | Addante II              |
|    | Italia (bandiera) | D     | Michele Alboreto        |
|    | Italia (bandiera) |       | Bagnara                 |
|    | Italia (bandiera) | D     | Giovanni Cavaliere      |
|    | Italia (bandiera) | C     | Arcangelo De Matteo     |
|    | Italia (bandiera) |       | Di Tullio               |
|    | Italia (bandiera) |       | Gallino                 |
|    | Italia (bandiera) |       | Geruzzi                 |
|    | Italia (bandiera) | A     | Umberto Guidobaldi (II) |

| N. |                   | Ruolo | Calciatore           |
| -- | ----------------- | ----- | -------------------- |
|    | Italia (bandiera) | D     | Lombardi             |
|    | Italia (bandiera) |       | Martiradonna         |
|    | Italia (bandiera) | D     | Giuseppe Piscopo     |
|    | Italia (bandiera) |       | Sesto                |
|    | Italia (bandiera) | A     | Giovanni Solfrizzi   |
|    | Italia (bandiera) | D     | Spilotros            |
|    | Italia (bandiera) | P     | Vito Antonio Terioli |
|    | Italia (bandiera) | A     | Giuseppe Ugenti      |
|    | Italia (bandiera) | D     | Giuseppe Vacca (C)   |

## Risultati

### Prima Divisione

#### Sezione pugliese

##### Girone di andata
| Arbitro: | Argento (Napoli) |

|                             |           |          |
| Hajdu 5’, ?’, ?’ Costantino | Marcatori | 8’ Vacca |

| Arbitro: | Barra (Napoli) |

|                  |           |  |
| Russo 69’ (aut.) | Marcatori |  |

| Arbitro: | Torro (Taranto) |

|             |           |          |
| Gallino 10’ | Marcatori | 75’ Poli |

| Arbitro: | De Michele (Taranto) |

|                                 |           |                          |
| Lo Prieno II Alboreto ?’ (aut.) | Marcatori | ?’, ?’ Solfrizzi Gallino |

| Arbitro: | Barra (Napoli) |

|                             |           |  |
| Palmisano 40’ Cazzato I 65’ | Marcatori |  |

##### Girone di ritorno
| Taranto 25 gennaio 1925 9ª giornata | Ideale           | 0 – 2 A tav. referto | Liberty | Campo Allievi Operai Arsenale M.M.\| Arbitro: \| Barionovi (Roma) \| |
| Arbitro:                            | Barionovi (Roma) |                      |         |                                                                      |

| Arbitro: | Cinti (Roma) |

|                   |           |               |
| De Lorenzo II 47’ | Marcatori | Guidobaldi II |

| Arbitro: | Cugnini (Ancona) |

|  |           |                                 |
|  | Marcatori | Solfrizzi Addante ?’, ?’ Ugenti |

| Arbitro: | Celano (Roma) |

|                              |           |  |
| Ugenti 75’ Guidobaldi II 85’ | Marcatori |  |

| Bari 8 marzo 1925 15ª giornata | Ideale  | 0 – 0 | Pro Italia | Campo San Lorenzo\| Arbitro: \| De Rosa \| |
| Arbitro:                       | De Rosa |       |            |                                            |

## Statistiche

### Statistiche di squadra
| Competizione    | Punti | In casa | In casa | In casa | In casa | In casa | In casa | In trasferta | In trasferta | In trasferta | In trasferta | In trasferta | In trasferta | Totale | Totale | Totale | Totale | Totale | Totale | DR |
| Competizione    | Punti | G       | V       | N       | P       | Gf      | Gs      | G            | V            | N            | P            | Gf           | Gs           | G      | V      | N      | P      | Gf     | Gs     | DR |
| --------------- | ----- | ------- | ------- | ------- | ------- | ------- | ------- | ------------ | ------------ | ------------ | ------------ | ------------ | ------------ | ------ | ------ | ------ | ------ | ------ | ------ | -- |
| Prima Divisione | 11    | 5       | 2       | 2       | 1       | 4       | 3       | 5            | 2            | 1            | 2            | 9            | 9            | 10     | 4      | 3      | 3      | 13     | 12     | +1 |

### Statistiche dei giocatori
| Giocatore     | Prima Divisione | Prima Divisione |
| Giocatore     | Presenze        | Reti            |
| ------------- | --------------- | --------------- |
| Addante       | 10              | 1               |
| M. Alboreto   | 4               | 0               |
| Bagnara       | 1               | 0               |
| G. Cavaliere  | 3               | 0               |
| De Matteo     | 1               | -2              |
| De Tullio     | 10              | 0               |
| Gallino       | 6               | 2               |
| Geruzzi       | 4               | 0               |
| Guidobaldi II | 5               | 2               |
| Lombardi      | 3               | 0               |
| Martiradonna  | 4               | 0               |
| Piscopo       | 10              | 0               |
| Sesto         | 1               | 0               |
| Solfrizzi     | 10              | 3               |
| Spilotros     | 10              | 0               |
| V. Terioli    | 9               | -8              |
| Ugenti        | 10              | 3               |
| G. Vacca      | 9               | 1               |